# Port d'Harburg
El Port d'Harburg és un port fluvial i marítim a Harburg una antiga ciutat i ara un barri de l'estat d'Hamburg a Alemanya, que des del 1937 va fusionar amb el Port d'Hamburg. El port actual té dues parts, el port interior que no està sotmès al moviment de la marea i el port marítim directament connectat amb l'Elba. Avui, només el port marítim encara serveix per a la navegació comercial.

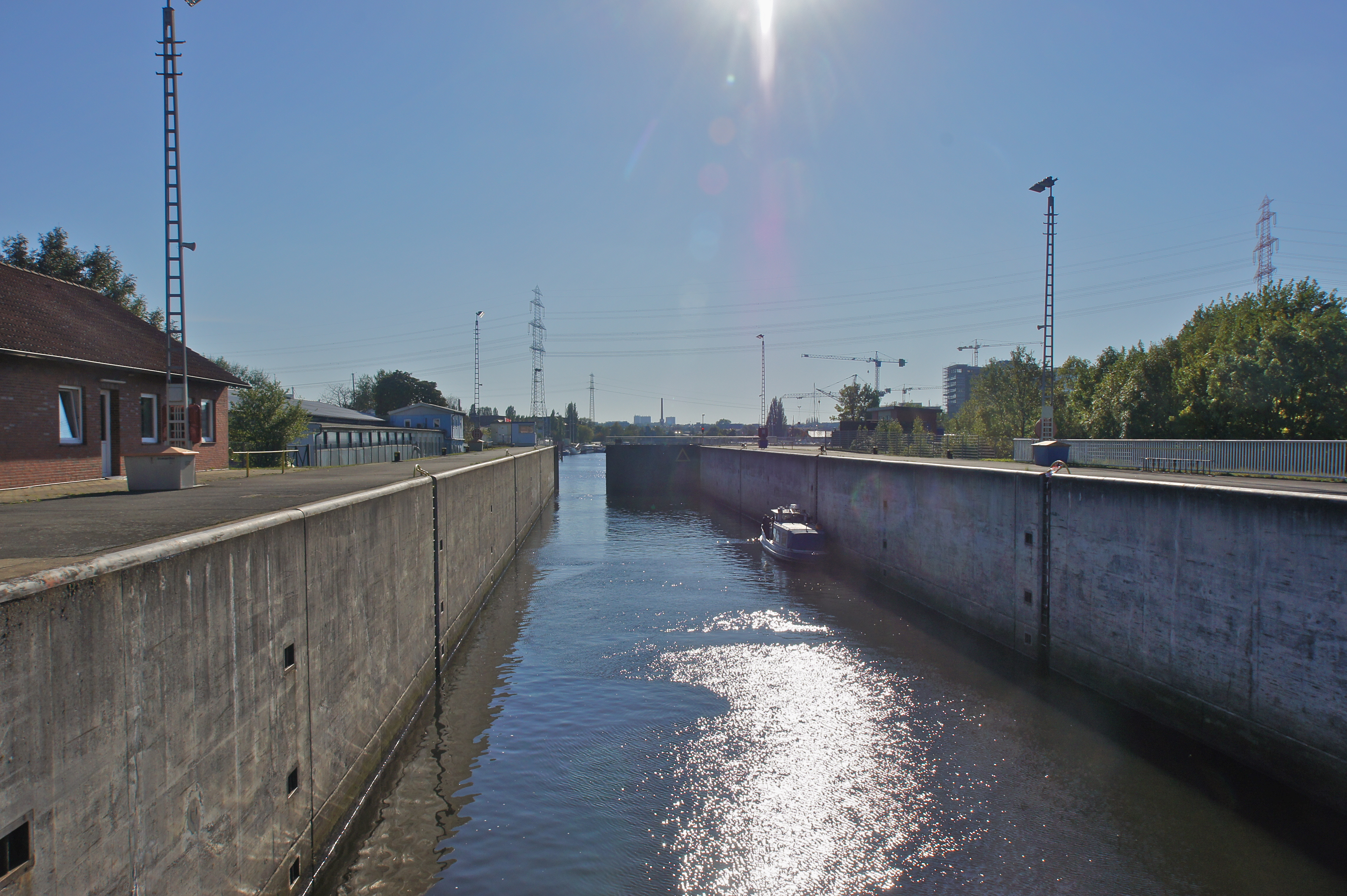
La resclosa entre el port interior i l'Elba meridional

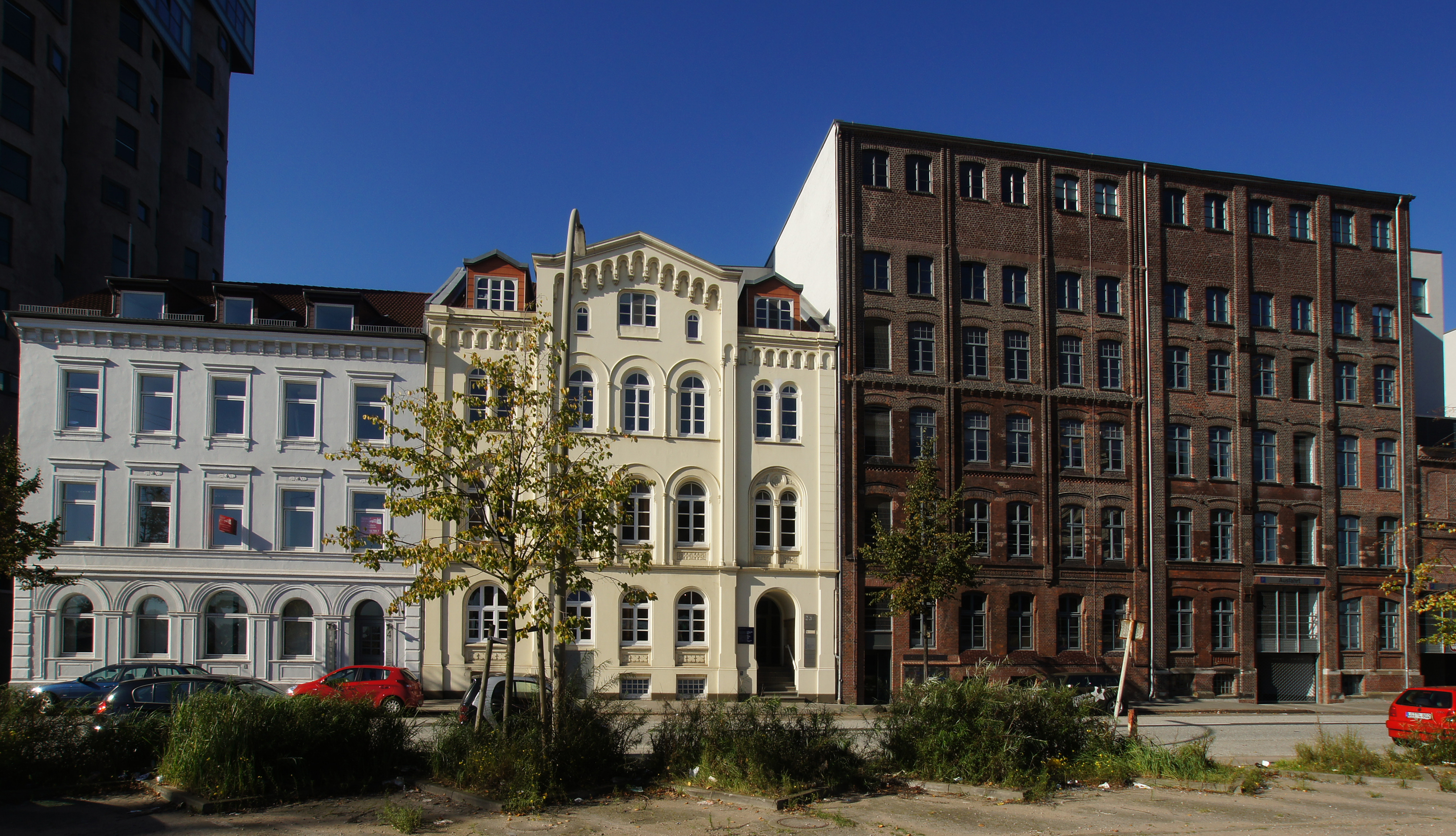
Antigues cases de comerçants i magatzems entre el Westlichter Bahnhofskanal i l'endret de l'estació de mercaderies derrocada

El parlament del Regne de Hannover va començar ja des del 1815 a discutir dels plans d'un port amb el qual es volia emancipar-se comercialment del port d'Hamburg, el seu rival perpetu. Va durar un quart de segle, fins que l'obra a Harburg finalment va començar. Els enginyers van aprofitar d'un part dels fossats de la ciutadella obsolets per transformar-les en canals i dàrsenes. Amb una vista aèria a certs indrets la forma típica dels baluards encara pot reconèixer-se. També van optar per a un port tancat, protegit de la marea per dues rescloses, en seguir l'exemple dels ports britànics del segle xix. Aquest port era l'eixample d'un port rudimentari que des del segle xvi connectava l'Elba meridional amb el magatzem urbà comú anomenat Koophuus. Una llarga estació de mercaderies entre dos canals, permetia un transbordament ràpid i una connexió eficaç amb el rerepaís. Una xarxa ferroviària densa connectava la majoria de les dàrsenes amb l'estació. Aquest concepte bimodal va fer-ne un dels ports més moderns d'Alemanya del segle xix. A la seva apogeu el 1895 el port va cobrir 27 hectàrees de superfície aquàtica i gairebé 10 quilòmetres de dàrsenes.
A poc a poc, la capacitat d'aquest port va adverar-se insuficient pels vaixells sempre més llargs. Un port marítim va excavar-se a l'oest de la ciutat per a respondre a la demanda de la indústria. La primera d'una sèrie de quatre dàrsenes va inaugurar-se el 1904.
La Llei de l'àrea metropolitana d'Hamburg del 1937 va posar una fi a la rivalitat secular entre les ciutats d'Hamburg, Harburg, Altona i Wandsbek. Per conseqüència l'administració del port va integrar-se al port d'Hamburg. Des de la fi dels anys 1960 el port interior va perdre el seu paper per al transport per causa del desenvolupament del transport per contenidors. L'estació de mercaderies entre l'Östlicher Bahnhofskanal i el Westlicher Bahnhofskanal va tancar-se i va ser derrocada.
Des de l'inici del segle xxi un projecte de regeneració urbanística s'està executant: l'antic port s'està transformant en un barri nou amb funcions mixtes d'habitatge, de petits tallers i de serveis. Al costat nord de l'Illa del Castell (Schloßinsel) es crearà un parc.

## Instal·lacions portuàries
| Port interior - Schiffsgraben - Verkehrshafen - Östlicher Bahnhofskanal - Westlicher Bahnhofskanal | - - Kaufhauskanal - Lotsekanal - Holzhafen - Ziegelwiesenkanal | Port marítim - Seehafen 1 - Seehafen 2 - Seehafen 3 - Seehafen 4 |

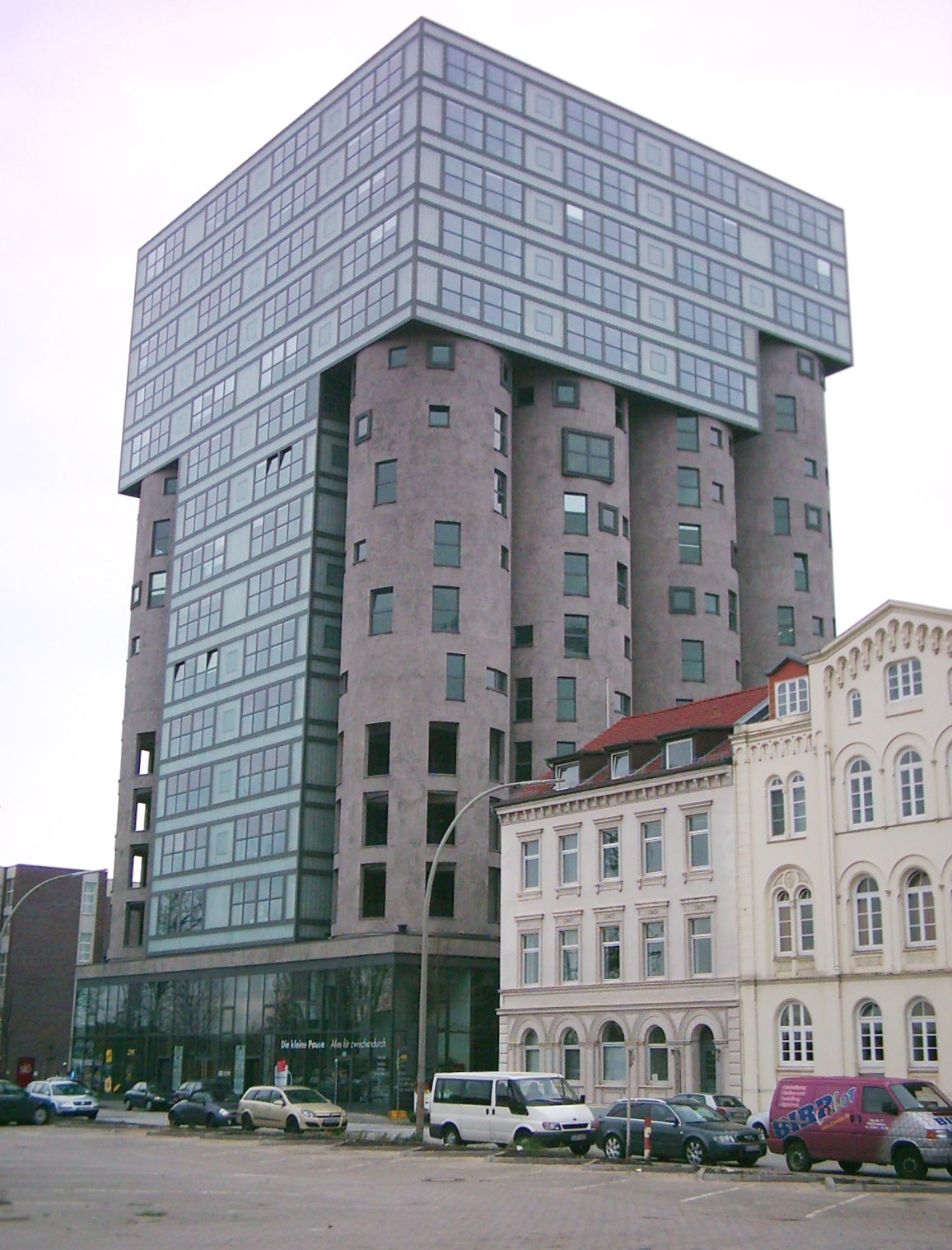
Antiga sitja transformada en edifici de despatxos
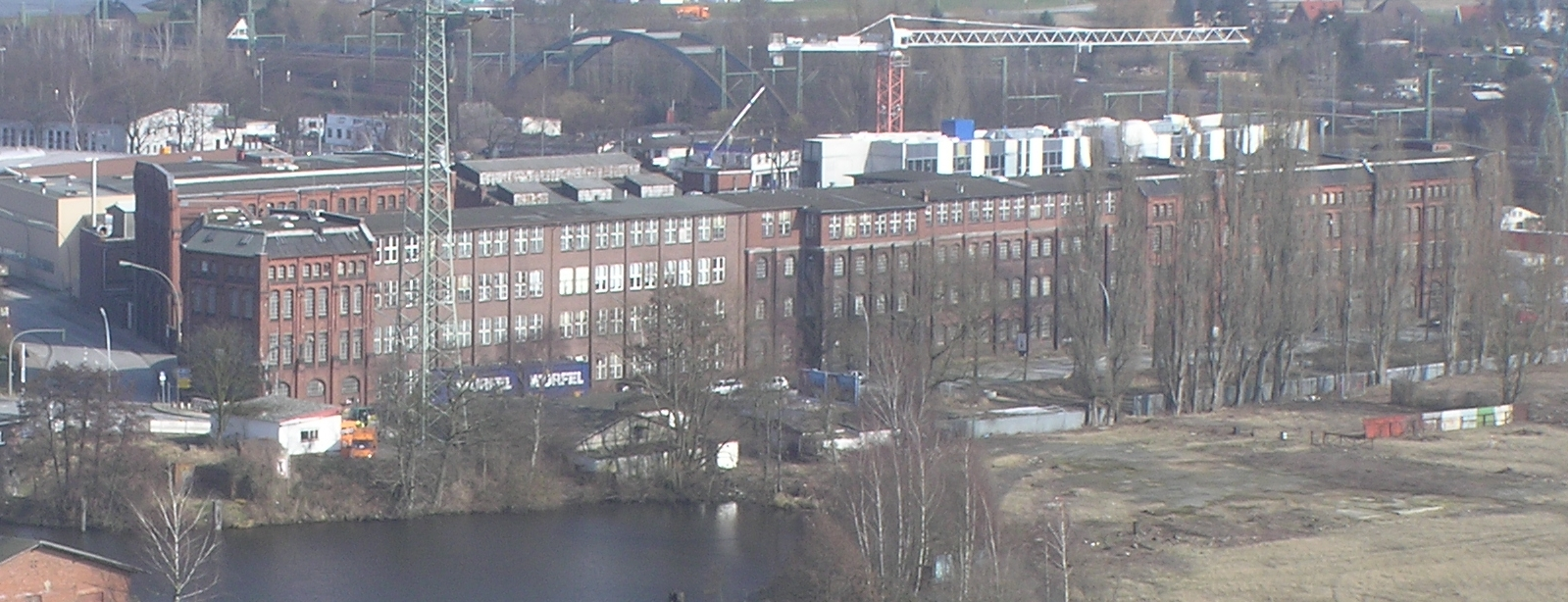
Fàbrica de cautxú de la New-York Hamburger Gummi-Waaren Compagnie (desafectada el 2009)
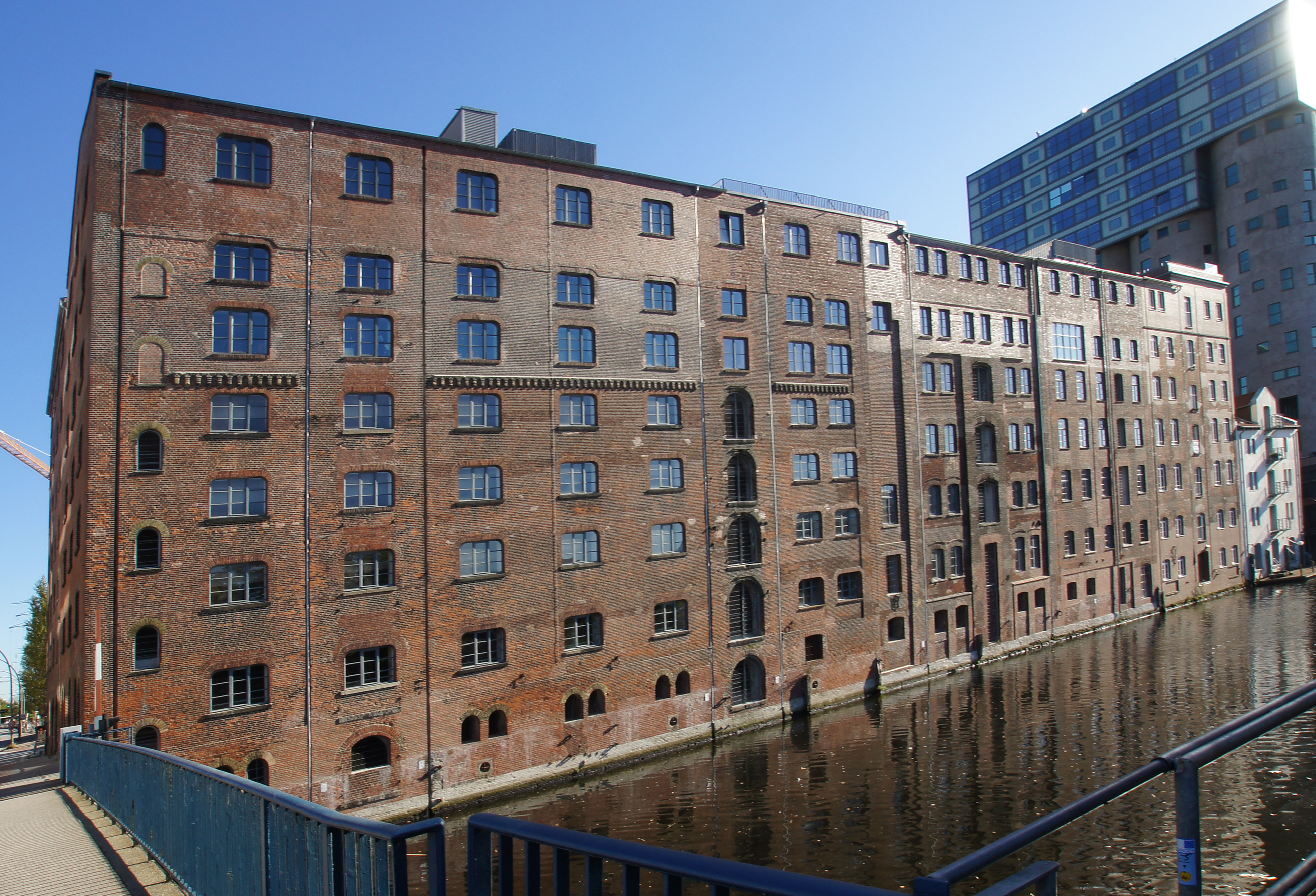
Fleethaus, antic molí al Westlicher Bahnhofsknal
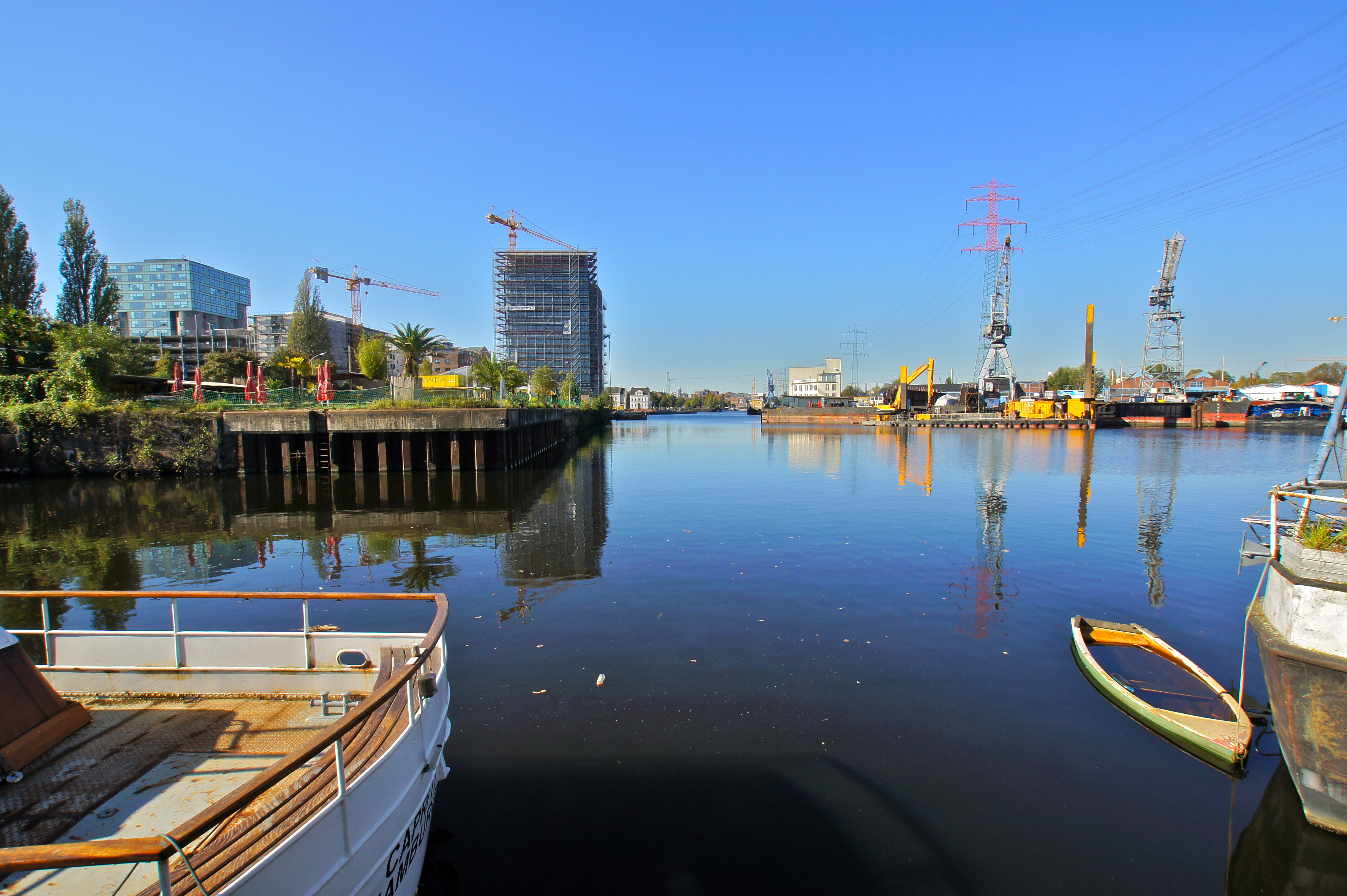
La dàrsena del Verkehrshafen